# 한빛원자력발전소
한빛원자력발전소는 전라남도 영광군 홍농읍 계마리에 위치한 원자력 발전소로, 한국수력원자력에서 운영하고 있다. 영광 원자력발전소라고도 불린다. 2015년 현재 6기의 상업용 원자로가 가동 중이며 대한민국의 원전중 유일하게 황해안 소재이자 전라도 소재이다.
한빛1·호기는 고리3·4호기의 후속 호기로서, 고리3·4호기와 동일 노형, 동일 용량으로 설계·시공·시운전 등 제반 분야에 있어서 고리3·4호기를 참조하여 건설되었다. 특히 개량핵연료(Optimized Fuel)를 사용하며, 미국의 스리마일섬 원자력 발전소 사고에 따른 안전성 향상에 역점을 두고 설계되었다. 1981년 2월 기공식 이후, 1985년 12월 운영허가를 받고 한빛1호기는 1986년 8월에, 한빛2호기는 1987년 6월에 각각 상업 운전을 시작하였다.
한빛3·4호기는 원전표준화사업을 기본모델로 한 한국 최초의 국내주도형 건설 원전이다. 원자력 기술자립 기반구축을 위해, 한국전력공사의 종합 사업 관리 하에 국내업체를 분야별 주계약자로 하고, 외국 업체는 국내 주계약자의 하도급자로 참여하였다. 이로써 원자력이 국산 에너지자원이 되게 하는 기반을 구축하였으며, 외자 의존도를 17% 정도로 대폭 축소시켰다.
2013년 5월에 영광원자력발전소에서 현재의 이름으로 이름을 변경했다. 지역발전에 일조하였으나 온배수의 배출로 인해 갯벌이 썩는 문제점이 발생해서 주변지역 어민들이 피해를 보고 있다.

## 발전설비 현황
| 발전방식      | 발전원      | 설비용량    | 설비용량    | 상업운전 개시일  | 원자로형               | 소계 (MW)   |
| ------------- | ----------- | ----------- | ----------- | ---------------- | ---------------------- | ----------- |
| 원자력        | 원자력      | 1호기       | 950MW       | 1986년 8월 25일  | 가압경수로 (PWR)       | 5,900       |
| 원자력        | 원자력      | 2호기       | 950MW       | 1987년 6월 10일  | 가압경수로 (PWR)       | 5,900       |
| 원자력        | 원자력      | 3호기       | 1,000MW     | 1995년 3월 31일  | 가압경수로 (System 80) | 5,900       |
| 원자력        | 원자력      | 4호기       | 1,000MW     | 1996년 1월 1일   | 가압경수로 (System 80) | 5,900       |
| 원자력        | 원자력      | 5호기       | 1,000MW     | 2002년 5월 21일  | 가압경수로 (OPR-1000)  | 5,900       |
| 원자력        | 원자력      | 6호기       | 1,000MW     | 2002년 12월 24일 | 가압경수로 (OPR-1000)  | 5,900       |
| 신재생에너지  | 태양광      | #1          | 1.25MW      | 2007년 5월 30일  | -                      | 13.947      |
| 신재생에너지  | 태양광      | #2          | 1.75MW      | 2008년 3월 31일  | -                      | 13.947      |
| 신재생에너지  | 태양광      | #3          | 10.947MW    | 2012년 12월 6일  | -                      | 13.947      |
| 설비용량 총계 | 5,913.947MW | 5,913.947MW | 5,913.947MW | 5,913.947MW      | 5,913.947MW            | 5,913.947MW |

## 사건사고
2019년 크랙이 발견됨

## 같이 보기
- 원전중성미자실험